# 星星 (塔羅牌)

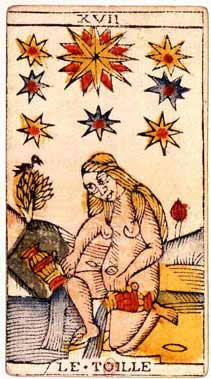
馬賽塔羅牌中的「星星」

星星（英語：The Star, 法語：L'Étoile），是1枚從屬於塔羅牌大阿爾克那的卡牌。
「星星」的卡牌編號為17號，排在其之前的卡牌是「16 塔」，排在其之後的卡牌是「18 月亮」。

## 牌義
正位牌義
希望、靈光一閃、實現願望。
逆位牌義
失望、絕望、無力、奢望、誤判。
亞瑟·愛德華·偉特在其所著的《塔羅牌的圖畫鑰匙》中，把「星星」的牌義解釋為「望見希望以及光明、冥想、靈感、放棄」。

## 與卡巴拉的聯繫
希伯來文字為Hey（ה‬）‬，但眾說紛紜。據黃金黎明協會的說法，其關聯是自智慧和美麗兩個質點的結合而來。

## 與占星術的聯繫
有以下等諸多說法。
- 星座：雙子宮說、室女宮說、摩羯宮說、寶瓶宮說、雙魚宮說
- 天體：水星說、金星說

## 大眾文化
- 日本漫画《JoJo的奇妙冒險 第三部 星塵鬥士》角色空條承太郎的替身「白金之星」的名稱由來。
- 角色扮演遊戲《女神異聞錄4》的主要角色小熊控制的人格面具（Persona）所屬秘儀，而且也是P4主角與小熊的社群所屬秘儀。
- 角色扮演遊戲《女神異聞錄5》中，P5主角與東鄉一二三的協助關係所屬秘儀。

## 外部連結
- Iconography of the Star